# 斑尾無線鰨
斑尾無線鰨為輻鰭魚綱鰈形目鰨亞目舌鰨科的中一種，為熱帶海水魚，分布於西大西洋美國北卡羅萊納州至墨西哥猶加敦半島海域，棲息深度5-324公尺，體長可達16.6公分，棲息在沿岸淺水域、海灣，生活習性不明。

## 扩展阅读
維基物種上的相關：斑尾無線鰨